# Grigorij Glezerman
Grigorij Jeruchimowicz Glezerman (ros. Григо́рий Ерухи́мович Глезерма́н; ur. 31 grudnia 1906?/13 stycznia 1907 w Twerze, zm. 30 maja 1980 w Moskwie) – radziecki filozof, uhonorowany tytułem „Zasłużony Działacz Nauki RFSRR”. W latach 1926–1930 studiował na Wydziale Ekonomicznym Moskiewskiego Instytutu Gospodarki Narodowej im. Gieorgija Plechanowa, następnie był wykładowcą filozofii.

## Publikacje
Przekłady na język polski
- Wiktor Afanasjew, Karen Brutenc, Fiodor Burłackij, Grigorij Glezerman, Jurij Krasin, i in.: Naukowy komunizm. Pod redakcją Piotra Fiedosiejewa, tł. Mirosław Skwiecińskii. Wyd. II. Warszawa: Państwowe Wydawnictwo Naukowe, 1978.